# Flexopecten glaber ponticus

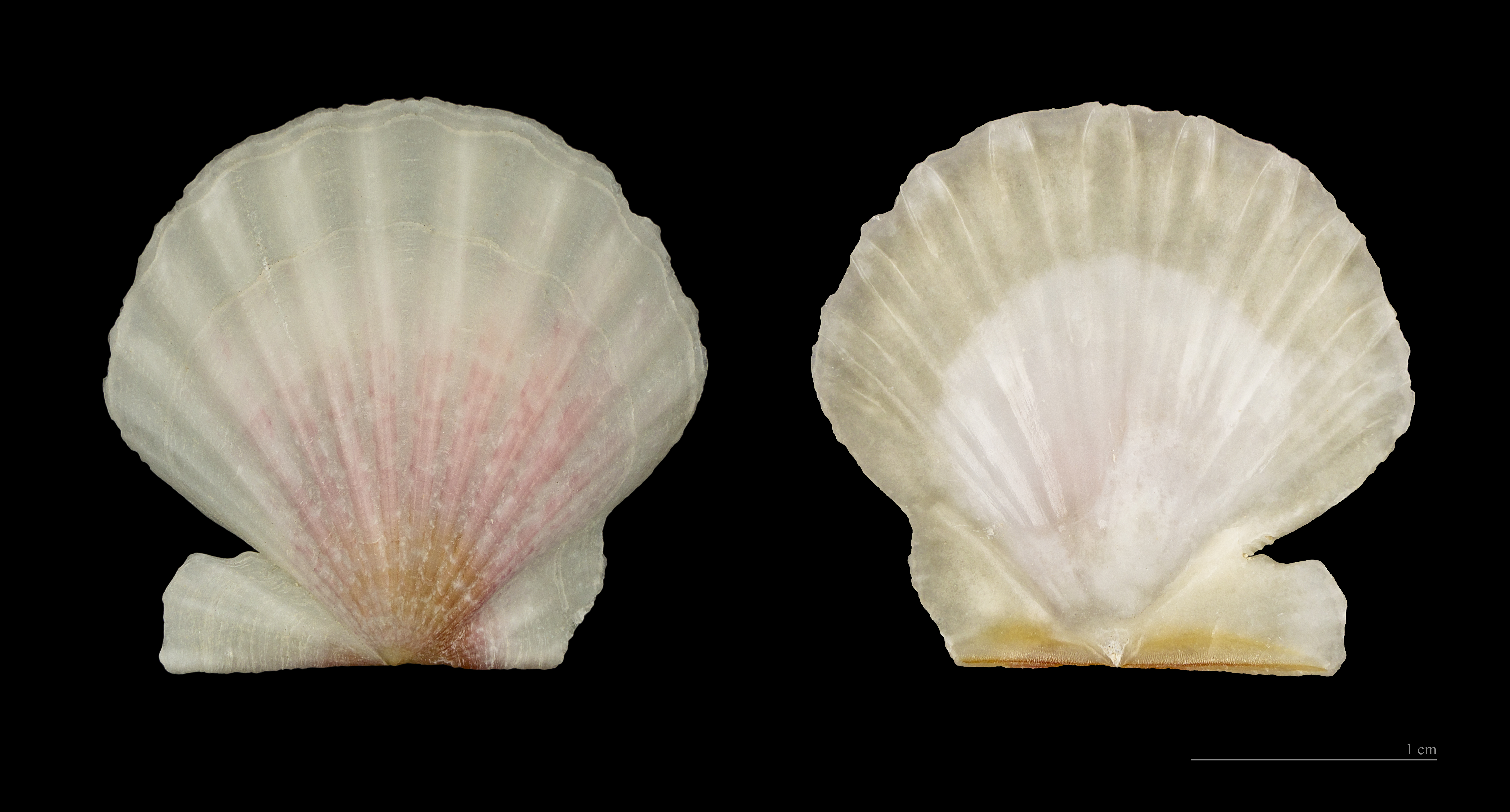
Flexopecten glaber ponticus

La vieira del mar Negro (Flexopecten glaber ponticus) es una especie de molusco bivalvo del orden Ostreoida marino; es una subespecie mediterránea de la vieira. 

## Descripción
El caparazón de la vieira contiene un 98,2% de carbonato de calcio.

## Ecología
Vive a profundidades de 50 a 60 m. A diferencia de otros moluscos marinos, la vieira puede nadar moviéndose mediante saltos cortos. Abre y cierra rápidamente su caparazón mediante su músculo interno; esto genera una fuerza de propulsión a chorro mediante el agua que se empuja hacia fuera de su cavidad, lo cual promueve su movimiento. La vieira obtiene su alimento mediante la filtración del agua de mar.